# Philip Tartaglia
Philip Tartaglia (Glasgow, Escócia, 11 de janeiro de 1951 - 13 de janeiro de 2021) foi um clérigo católico romano escocês e arcebispo de Glasgow. Ele foi presidente da Conferência Episcopal Escocesa.

## Biografia
Descendente de italianos, Philip Tartaglia era o filho mais velho de Guido e Annita Tartaglia. Frequentou a Escola Primária St. Thomas em Riddrie e a Academia St. Mungo em Glasgow. Em sequência, estudou no seminário menor St Vincent's College; Langbank; no St Mary's College, Blairs, perto de Aberdeen; enviado a Roma para o Pontifício Colégio Escocês. Na Pontifícia Universidade Gregoriana, Tartaglia obteve a licenciatura em filosofia e em teologia católica. Recebeu o sacramento da ordem do Arcebispo de Glasgow, Thomas Joseph Winning, em 30 de junho de 1975 na Igreja de Nossa Senhora do Bom Conselho, Dennistoun.
Em 1976, Philip Tartaglia regressou a Roma para continuar os seus estudos. Tornou-se vice-reitor do Pontifício Colégio Escocês em 1978. Ele recebeu seu doutorado em teologia pela Pontifícia Universidade Gregoriana em 1980. Tartaglia retornou à sua diocese de origem e foi vice-pároco de Nossa Senhora de Lourdes em Cardonald. Em 1981 ele também se tornou professor no St. Peter's College no distrito de Newlands em Glasgow e em 1983 tornou-se reitor desta faculdade. Em 1985, foi nomeado vice-reitor do Chesters College em Bearsden e em 1987 seu diretor. Em 1993, Tartaglia tornou-se pároco da paróquia de St. Patrick em Dumbarton e em 1995 pároco da paróquia de St. Em 2004, Tartaglia foi nomeado Reitor do Pontifício Colégio Escocês em Roma.
Em 13 de setembro de 2005, o Papa Bento XVI o nomeou Bispo de Paisley. Foi ordenado bispo em 20 de novembro, pelo Arcebispo de Glasgow, Mario Joseph Conti, na Catedral de St. Mirin em Paisley; os co-consagradores foram o Arcebispo de St. Louis, Raymond Leo Burke, e o Bispo Emérito de Paisley, John Aloysius Mone. Tartaglia escolheu o lema Da robur, fer auxilium (“Dê força, traga ajuda”), que vem de um hino de Tomás de Aquino.
Em 24 de julho de 2012, Bento XVI o nomeou Arcebispo de Glasgow. A posse ocorreu no dia 8 de setembro do mesmo ano. O arcebispo Tartaglia foi a oitava pessoa a ocupar o cargo desde a restauração da hierarquia católica na Escócia em 1878.
De 27 de fevereiro de 2013 a 21 de setembro de 2013, foi também Administrador Apostólico de Saint Andrews e Edimburgo durante a vacância após a renúncia do Cardeal Keith Patrick O'Brien. Ele foi presidente da Conferência Episcopal Escocesa de 2012 a 2018.
O arcebispo era considerado um conservador. Foi um dos principais opositores das propostas de legalização do casamento entre pessoas do mesmo sexo na Escócia e também criticou ministros pela legislação anti-intolerância e pelos "planos de desmantelar a definição de casamento na Escócia".

Philip Tartaglia morreu aos 70 anos, devido a uma infecção por SARS-CoV-2; ele estava em quarentena desde o Natal de 2020.